# Ивковчанка
Ивковчанка (укр. Івківчанка) — правый приток реки Тясмин, протекающий по Черкасскому району (Черкасская область, Украина).

## География
Длина — 5 км. Площадь водосборного бассейна — 32 км².
Берёт начало на юго-западной окраине села Ивковцы. Река течёт на северо-восток. Впадает в реку Тясмин (на 30-км от её устья, в 1957 году — на 60-км) северо-восточнее села Ивковцы.
Русло средне-извилистое, на протяжении всей длины пересыхает, в нижнем течении выпрямлено в канал (канализировано). На реке есть пруды. Питание смешанное с преобладающим снеговым. Ледостав длится с начала декабря по середину марта. Пойма с очагами лесных насаждений.
Притоки (от истока до устья): безымянные ручьи.
Населённые пункты на реке (от истока до устья):
1. Ивковцы